# أوتو هاينريش براون
أوتو براون (28 يناير 1872 في كونجسبرج، توفي في 15 ديسمبر 1955 في لوكارنو، سويسرا، ووفق مصادر أخرى في أسكونا) كان سياسيًّا ألمانيًّا انتمى للحزب الديمقراطي الاجتماعي، خلال فترة جمهورية فايمار.
من 1920 إلى 1930 وباستثناء فترتي (مارس - نوفمبر 1921 وفبراير - أبريل 1925) كان رئيس وزراء ولاية بروسيا الحرة. عبر هذه الاستمرارية في الحكم وُجدت في بروسيا حكومة مستقرة بخلاف السائد هذه الفترة في عموم ألمانيا، سعى براون خلال رئاسته إلى تحويل بروسيا إلى حصن جمهوري داخل جمهورية فايمار.
سُمى أوتو بروان عادة بلقب القيصر الأحمر لبروسيا، وكان بروسيًّا وديمقراطيًّا اجتماعيًّا عن قناعة راسخة. وقدم سياسات إصلاحية حازمة، كانت هذه السياسات موضع نزاع، لكنها كانت دائمًا ضمن حدود القانون. فقدت حكومته السلطة فيما عرف باسم ضربة بروسيا، وذلك في 20 يوليو 1932 عندما أزاحها مستشار الرايخ فرانز فون بابن، بعد خسارتها في الانتخابات أمام أغلبية من الاشتراكيين الوطنيين والشيوعيين الذين لم يتفقوا على تشكيل حكومة تخلف حكومة براون، فحاول براون بوسائل قضائية مواجهة الإجراءات غير القانونية التي وقعت في الانتخابات. غير أن جهوده لم تكلل بالنجاح بالرغم من حصوله على حكم قضائي لصالح حكومته من محكمة الرايخ.
بصعود هتلر إلى السلطة ألغيت السياسات الإصلاحية لحكومة براون الذي اضطر للهجرة إلى الخارج.

## استشهادات
1. ↑  Encyclopædia Britannica | Otto Braun (بالإنجليزية), QID:Q5375741
2. ↑  filmportal.de | Otto Braun، QID:Q15706812
3. ↑  Brockhaus Enzyklopädie | Otto Braun (بالألمانية), OL:19088695W, QID:Q237227